# رناتو زاکارلی

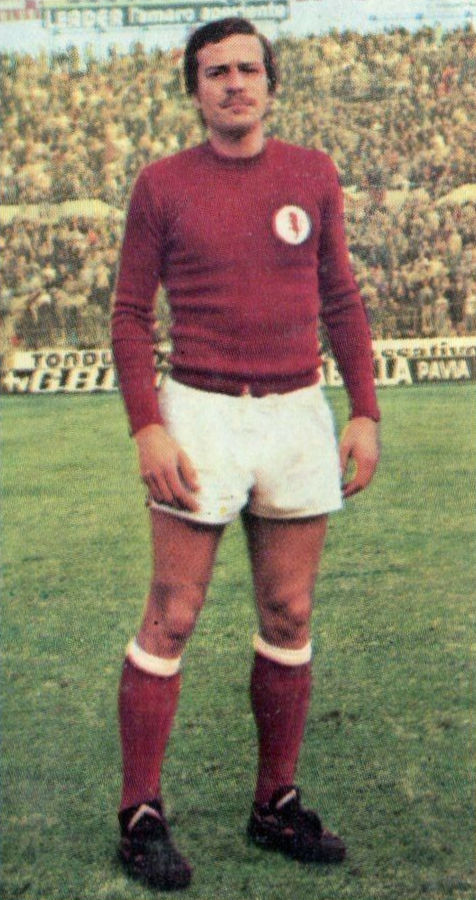
رناتو زاکارلی در سال ۱۹۷۴

رناتو زاکارلی (به ایتالیایی: Renato Zaccarelli) بازیکن فوتبال و اهل ایتالیا است که از سال ۱۹۷۵ میلادی عضو تیم ملی فوتبال ایتالیا بوده و در ۲۵ بازی ملی حضور داشته‌است. او در بازی‌های ملی‌اش ۲ گل به ثمر رساند.
رناتو زاکارلی آخرین بازی ملی خود را در سال ۱۹۸۰ میلادی انجام داد.